# Iggy Pop

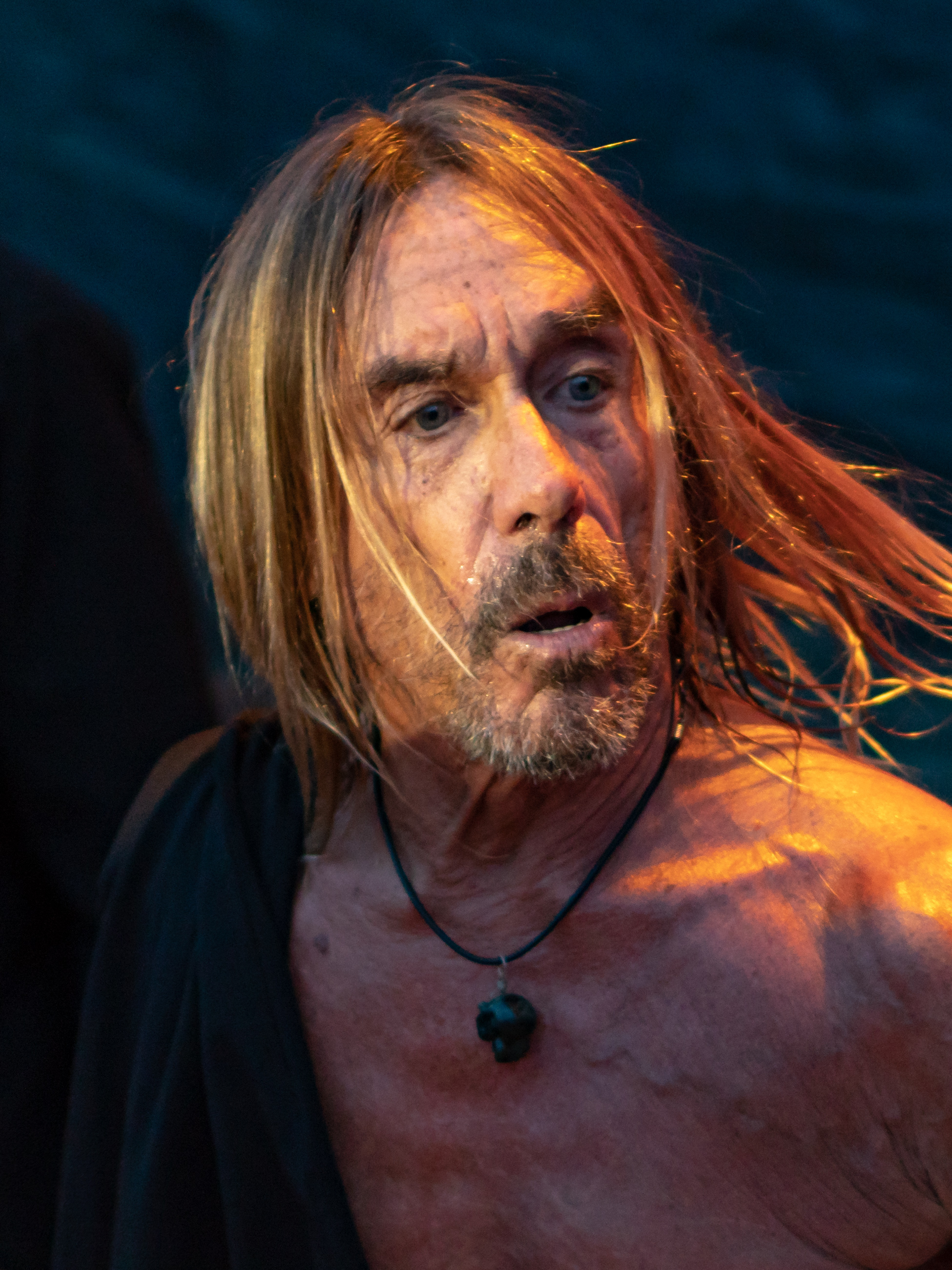
Iggy Pop (2018)

Iggy Pop (* 21. April 1947 in Muskegon, Michigan; bürgerlich James Newell „Jim“ Osterberg) ist ein US-amerikanischer Sänger, Gitarrist, Komponist, Schlagzeuger und Schauspieler. Der als „Godfather of Punk“ oder „Rock Iguana“ bezeichnete Musiker wird, vor allem aufgrund seiner Arbeit als Sänger und Frontmann der Rockband The Stooges, als Wegbereiter und Begleiter des Punkrock und verwandter Stile angesehen. Auch aufgrund seiner dynamischen bis exzessiven Bühnenpräsenz erlangte er den Ruf eines exaltierten Künstlers. Im März 2010 wurde Iggy Pop in Anerkennung seines Schaffens in die Rock and Roll Hall of Fame aufgenommen.

## Leben
James Newell Osterberg, einziges Kind eines Lehrers und einer Sekretärin, wuchs im Coachville Garden Mobile Home Court auf, einer Wohnwagensiedlung in der Carpenter Road in Ypsilanti, Michigan, einer Stadt südöstlich von Ann Arbor. Väterlicherseits ist er deutscher, englischer sowie irischer, mütterlicherseits ist er norwegischer und dänischer Abstammung.
Er begann seine musikalische Laufbahn 1962 als Schlagzeuger bei den Iguanas, davon leitet sich auch sein Spitzname „Iggy“ ab. Die Gruppe veröffentlichte 1965 die Single Mona/I Don’t Know Why. 1966 stieg er bei der Blues-Band The Prime Movers ein, um den Blues zu studieren und im selben Jahr nach Chicago, Illinois, zu gehen und sich lokalen Bluesbands anzuschließen.
Zurück in Ann Arbor gründete er 1967 mit Ron Asheton (Ex-The-Chosen-Few, Gitarre) und Scott „Rock Action“ Asheton (Schlagzeug) sowie Dave Alexander (Bassgitarre), beeinflusst von Ravi Shankar und The Mothers of Invention, The Psychedelic Stooges. Iggy Pop trat als Sänger zumeist mit nacktem Oberkörper auf. Der Gruppenname wurde in Anlehnung an die populäre US-amerikanische Komikergruppe The Three Stooges gewählt.
Ihren ersten Auftritt absolvierten sie 1967 an Halloween in der University of Michigan Student Union. Im März 1968 spielten sie das erste Mal im Grande Ballroom in Detroit, wo die MC5 als Hausband auftraten und noch im selben Jahr ihr Debütalbum aufnahmen.
Vermittelt durch Wayne Kramer erhielten The Stooges, wie sich die Band ab 1968 nannte, einen Plattenvertrag bei Elektra Records, nachdem der A&R-Manager Danny Fields auf sie aufmerksam geworden war.
Unter der Aufsicht von John Cale (The Velvet Underground) als Produzent nahmen sie in New York ihr Debütalbum auf, das am 19. Juli 1969 erschien und Platz 106 in den Billboard-Charts erreichte.
The Stooges veröffentlichten drei offizielle Alben: Stooges (1969; produziert von John Cale, der bei den Aufnahmen auch Viola spielte), Fun House (1970) und Raw Power (1973; abgemischt von David Bowie), welche mit ihrer radikalen Rockmusik „um Jahre voraus die Atmosphäre des Punk exakt vorausahnte“ (Veit F. Stauffer, RecRec Zürich).
Zeit ihres Bestehens waren The Stooges eine von einem Minderheitenpublikum geschätzte Gruppe, die aber die kommerziellen Erwartungen ihrer Plattenfirmen nicht erfüllen konnte. Mit ihrer für die damalige Zeit extremen Musik wurde sie von einem Massenpublikum nicht akzeptiert. Die Band löste sich 1974 auf. Iggy Pop geriet wie ein Großteil der Stooges aufgrund eines exzessiven und selbstzerstörerischen Lebensstils in die Abhängigkeit von Alkohol und anderen Drogen. Erst die Bemühungen seines Mentors David Bowie, der mit ihm 1976 nach West-Berlin ging und ihm einen neuen Plattenvertrag bei RCA vermittelte, verhalfen Iggy Pop 1977 mit The Idiot zu einem Comeback.
Das von Bowie 1977 produzierte Album Lust for Life, auf dem erstmals The Passenger, Iggy Pops erfolgreichster Hit, erschien, festigte seinen Ruf als seriöser Künstler. Danach veröffentlichte er einige Werke unterschiedlicher Qualität wie New Values (1979), Soldier (1980), Party (1981) und Zombie Birdhouse (1982; produziert von Chris Stein/Blondie). Das gemeinsam mit David Bowie geschriebene und bereits 1977 auf The Idiot veröffentlichte China Girl wurde in  Bowies Version 1983 zu einem weltweiten Hit, und brachte Iggy Pop beträchtliche Tantiemen ein.

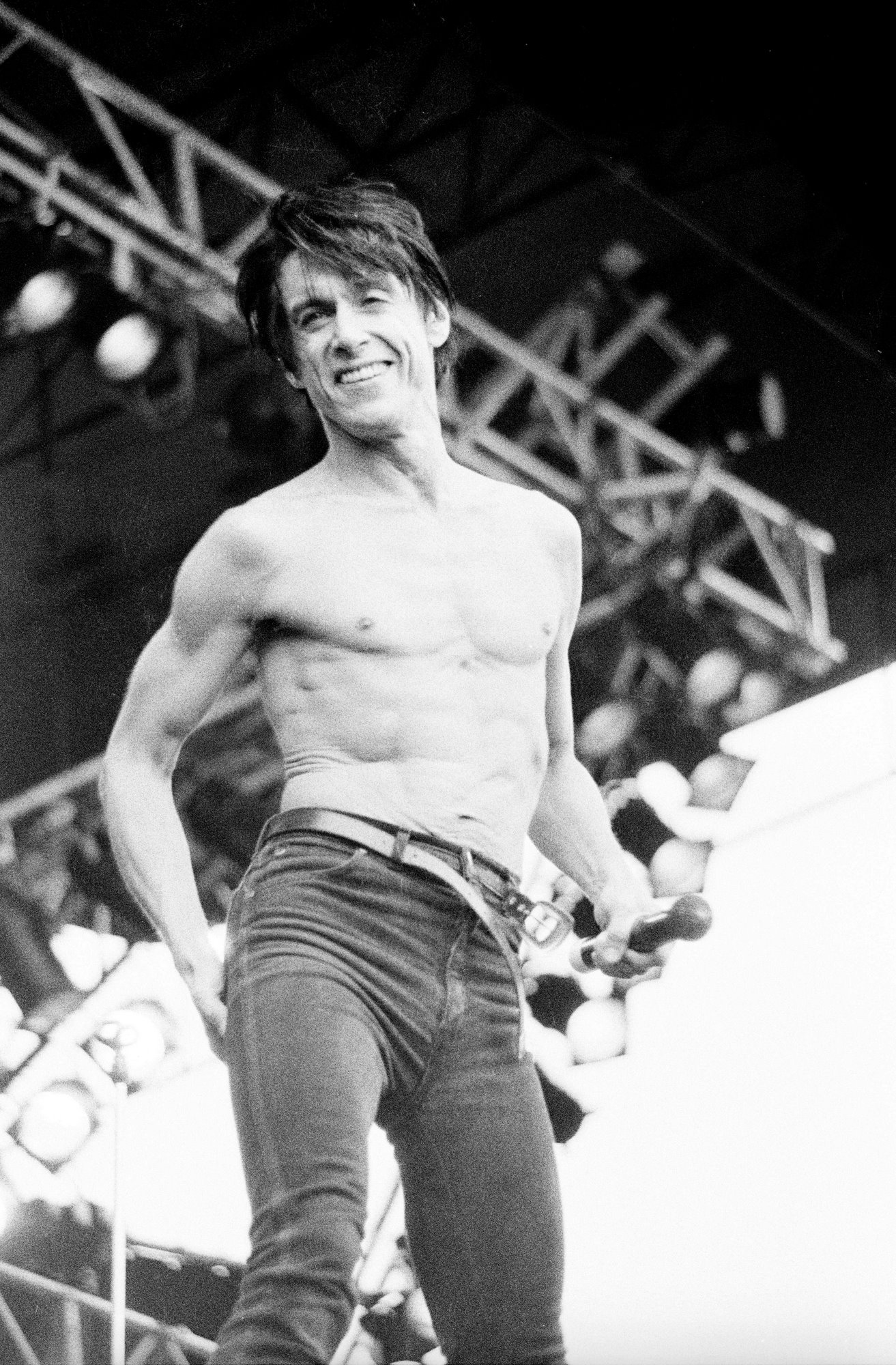
Iggy Pop (1987)

Mitte der 1980er-Jahre erlebte Iggy Pop ein Comeback. Zuerst mit dem poppigen, keyboardlastigen Album Blah-Blah-Blah (1986 – A&M Records), das wiederum von Bowie produziert wurde. Für das hardrockige Album Instinct (1988) arbeitete er mit dem Ex-Sex-Pistols-Gitarristen Steve Jones und dem Produzenten Bill Laswell zusammen. Den Videoclip für den Song Cold Metal, der sich auf dem Album Instinct befindet, drehte damals der Regisseur Sam Raimi, der auch den Horrorfilm-Klassiker Tanz der Teufel von 1981 gedreht hatte. Iggy Pop veröffentlichte in regelmäßigen Abständen weitere Alben und ging mit wechselnden Begleitmusikern regelmäßig auf Tournee.
2002 kam es zu einer Reunion von Iggy Pop & the Stooges. Gemeinsam spielten sie einige Stücke auf Skull Ring (2003) ein. Des Weiteren nahm Pop für diese Platte Songs mit Green Day, Sum 41 und Peaches auf.
2009 und 2012 nahm er jeweils ein in französischer Sprache gesungenes Album auf. Die Motivation für Préliminaires (2009) stammte zum Teil aus der Beschäftigung mit dem Werk und der Person von Michel Houellebecq, einige Lieder nehmen direkt Bezug auf den Roman Die Möglichkeit einer Insel. Der französische Schriftsteller und Iggy Pop waren gemeinsam Teil des dokumentarischen Features To Stay Alive. A Method (2016) von Erik Lieshout.
Iggy Pop wirkte in zahlreichen Spielfilmen als Schauspieler mit, zum Beispiel bei Cry-Baby. Bei Star Trek: Deep Space Nine hatte er in der Folge Der glorreiche Ferengi einen Gastauftritt. Auch in den Filmen Coffee and Cigarettes (in einer Szene mit Tom Waits) und Dead Man von Jim Jarmusch trat er auf. Darüber hinaus wurde der Song Lust for Life zum Eröffnungssong des Films Trainspotting. Außerdem ist Iggy Pop in dem Science-Fiction-Film M.A.R.K. 13 – Hardware von 1990 zu hören, er sprach den verrückten Radiomoderator „Angry Bob“. 1993 schrieb er zusammen mit Goran Bregović den Soundtrack zu dem Film Arizona Dream von Emir Kusturica. 1996 verkörperte er in dem Film The Crow: City of Angels einen Handlanger des Drogenbarons Judah. Im Horrorfilm Suck – Bis(s) zum Erfolg, der auch Anspielungen auf zahlreiche Rockalben enthält, spielte er 2009 nebst anderen bekannten Musikern – wie etwa Alice Cooper oder Henry Rollins – eine Nebenrolle. 2019 war er wieder in einem Jim-Jarmusch-Film zu sehen. In The Dead Don’t Die spielt er einen Zombie.
Der Film Velvet Goldmine von 1998 enthält in der Figur von Curt Wild (gespielt von Ewan McGregor) zahlreiche Anspielungen auf die Karriere von Iggy Pop und dessen Beziehung zu David Bowie. Iggy Pop & the Stooges spielten Anfang Februar 2007 auf der Hochzeit von Brandon C. „Bam“ Margera und Melissa „Missy“ Rothstein. Im Videospiel Grand Theft Auto IV ist Iggy Pop als Radiomoderator der Station LRR 97.8 Liberty Rock Radio zu hören. Für das Videospiel Driv3r moderierte er den Soundtrack. 2010 sang er den Song We’re All Gonna Die von Slash, der auf dessen erstem Soloalbum zu hören ist. „Kill City“ mit James Williamson wurde in die Wireliste The Wire’s „100 Records That Set the World on Fire (While No One Was Listening)“ aufgenommen.
Im Jahr 2016 hatte er mit Post Pop Depression sein bisher erfolgreichstes Album.
Der Rolling Stone listete Iggy Pop auf Rang 75 der 100 größten Sänger sowie die Stooges auf Rang 78 der 100 größten Musiker aller Zeiten.
Im September 2019 kam das neue Solo-Album Free auf den Labels Loma Vista Recordings, Caroline International, Universal Music heraus. Es ist ein nachdenkliches Spätwerk geworden, weit entfernt vom Punkgetöse seiner Stooges-Zeiten. Der Guardian-Kritiker nennt es ein Patchwork aus Freejazz, Poetry (Lou Reed und Dylan Thomas), Ambience und Iggy-typischen Songtexten. Die Stücke stammen überwiegend von dem Jazztrompeter Leron Thomas und der Shoegazing-inspirierten Gitarristin und Filmkomponistin Noveller, die beide auch musikalisch ausgiebig auf dem Album zu hören sind. Die erste Live-Darbietung des Albums fand im Oktober 2019 in Paris statt und wurde vom Sender Arte aufgezeichnet und gesendet. Mit den beiden Songs „Why Can’t We Live Together“ und Donovans Klassiker „Sunshine Superman“ war er auf Dr. Lonnie Smiths letztem Album Breathe (2021) zu hören.
Am 6. Januar 2023 erschien mit Every Loser Iggy Pops neunzehntes Studioalbum. Das von Andrew Watt produzierte Album besteht aus der Kern-Begleitband Chad Smith als Schlagzeuger und den Multiinstrumentalisten Josh Klinghoffer und Andrew Watt.

## Privates
Nach einer Kurzehe mit Wendy Weissberg (1968), die annulliert wurde, und einer weiteren Ehe mit Suchi Asano (1984–1998) ist Iggy Pop seit 2008 mit Nina Alu verheiratet. Er hat einen nichtehelichen Sohn Eric Benson (* 1970) mit Paulette Benson. Iggy Pop lebt in Miami.

## Diskografie

### Studioalben
| Jahr | Titel                 | Höchstplatzierung, Gesamtwochen, AuszeichnungChartplatzierungen (Jahr, Titel, Platzierungen, Wochen, Auszeichnungen, Anmerkungen) | Höchstplatzierung, Gesamtwochen, AuszeichnungChartplatzierungen (Jahr, Titel, Platzierungen, Wochen, Auszeichnungen, Anmerkungen) | Höchstplatzierung, Gesamtwochen, AuszeichnungChartplatzierungen (Jahr, Titel, Platzierungen, Wochen, Auszeichnungen, Anmerkungen) | Höchstplatzierung, Gesamtwochen, AuszeichnungChartplatzierungen (Jahr, Titel, Platzierungen, Wochen, Auszeichnungen, Anmerkungen) | Höchstplatzierung, Gesamtwochen, AuszeichnungChartplatzierungen (Jahr, Titel, Platzierungen, Wochen, Auszeichnungen, Anmerkungen) | Anmerkungen                                                                                     |
| Jahr | Titel                 | DE | AT | CH | UK | US | Anmerkungen                                                                                     |
| ---- | --------------------- | --- | --- | --- | --- | --- | ----------------------------------------------------------------------------------------------- |
| 1977 | The Idiot             | — | — | — | UK30 (3 Wo.)UK | US72 (13 Wo.)US | Erstveröffentlichung: 18. März 1977                                                             |
| 1977 | Lust for Life         | — | — | — | UK28 Gold · (5 Wo.)UK | US120 (6 Wo.)US | Erstveröffentlichung: 9. September 1977                                                         |
| 1977 | Kill City             | — | — | — | — | — | Erstveröffentlichung: November 1977 mit James Williamson                                        |
| 1979 | New Values            | — | — | — | UK60 (4 Wo.)UK | US180 (4 Wo.)US | Erstveröffentlichung: September 1979                                                            |
| 1980 | Soldier               | — | — | — | UK62 (2 Wo.)UK | US125 (7 Wo.)US | Erstveröffentlichung: Februar 1980                                                              |
| 1981 | Party                 | — | — | — | — | US166 (5 Wo.)US | Erstveröffentlichung: Juni 1981                                                                 |
| 1982 | Zombie Birdhouse      | — | — | — | — | — | Erstveröffentlichung: September 1982                                                            |
| 1986 | Blah Blah Blah        | DE51 (1 Wo.)DE | — | CH17 (5 Wo.)CH | UK43 (7 Wo.)UK | US75 (27 Wo.)US | Erstveröffentlichung: Oktober 1986                                                              |
| 1988 | Instinct              | DE54 (2 Wo.)DE | — | CH28 (1 Wo.)CH | UK61 (1 Wo.)UK | US110 (12 Wo.)US | Erstveröffentlichung: Juni 1988                                                                 |
| 1990 | Brick by Brick        | DE34 (10 Wo.)DE | — | CH35 (3 Wo.)CH | UK50 (2 Wo.)UK | US90 (37 Wo.)US | Erstveröffentlichung: Juni 1990                                                                 |
| 1993 | American Caesar       | DE64 (7 Wo.)DE | AT35 (2 Wo.)AT | CH35 (1 Wo.)CH | UK43 (1 Wo.)UK | — | Erstveröffentlichung: September 1993                                                            |
| 1996 | Naughty Little Doggie | DE51 (8 Wo.)DE | AT33 (2 Wo.)AT | CH42 (2 Wo.)CH | — | — | Erstveröffentlichung: 15. März 1996                                                             |
| 1999 | Avenue B              | DE27 (4 Wo.)DE | — | — | — | — | Erstveröffentlichung: 20. September 1999                                                        |
| 2001 | Beat Em Up            | DE70 (2 Wo.)DE | AT71 (2 Wo.)AT | CH96 (2 Wo.)CH | — | — | Erstveröffentlichung: 18. Juni 2001                                                             |
| 2003 | Skull Ring            | — | — | — | — | — | Erstveröffentlichung: 30. September 2003                                                        |
| 2009 | Préliminaires         | — | — | CH48 (3 Wo.)CH | — | US187 (1 Wo.)US | Erstveröffentlichung: 25. Mai 2009                                                              |
| 2012 | Après                 | DE61 (1 Wo.)DE | — | — | — | — | Erstveröffentlichung: 9. Mai 2012 in DE erst 2022 in der 10th Anniversary Edition in den Charts |
| 2016 | Post Pop Depression   | DE8 (6 Wo.)DE | AT5 (5 Wo.)AT | CH3 (8 Wo.)CH | UK5 (6 Wo.)UK | US17 (2 Wo.)US | mit Josh Homme, Dean Fertita und Matt Helders Erstveröffentlichung: 18. März 2016               |
| 2019 | Free                  | DE13 (4 Wo.)DE | AT20 (2 Wo.)AT | CH10 (6 Wo.)CH | UK26 (1 Wo.)UK | — | Erstveröffentlichung: 6. September 2019                                                         |
| 2023 | Every Loser           | DE2 (5 Wo.)DE | AT7 (3 Wo.)AT | CH1 (5 Wo.)CH | UK33 (1 Wo.)UK | — | Erstveröffentlichung: 6. Januar 2023                                                            |

grau schraffiert: keine Chartdaten aus diesem Jahr verfügbar

### Livealben
- 1978: TV Eye Live 1977
- 1983: Live in San Fran 1981
- 2011: Roadkill Rising: The Bootleg Collection 1977–2009
- 2016: Post Pop Depression: Live at the Royal Albert Hall – May 13, 2016

### Kompilationen
| Jahr | Titel                               | Höchstplatzierung, Gesamtwochen, AuszeichnungChartplatzierungen (Jahr, Titel, Platzierungen, Wochen, Auszeichnungen, Anmerkungen) | Höchstplatzierung, Gesamtwochen, AuszeichnungChartplatzierungen (Jahr, Titel, Platzierungen, Wochen, Auszeichnungen, Anmerkungen) | Höchstplatzierung, Gesamtwochen, AuszeichnungChartplatzierungen (Jahr, Titel, Platzierungen, Wochen, Auszeichnungen, Anmerkungen) | Höchstplatzierung, Gesamtwochen, AuszeichnungChartplatzierungen (Jahr, Titel, Platzierungen, Wochen, Auszeichnungen, Anmerkungen) | Höchstplatzierung, Gesamtwochen, AuszeichnungChartplatzierungen (Jahr, Titel, Platzierungen, Wochen, Auszeichnungen, Anmerkungen) | Anmerkungen                                    |
| Jahr | Titel                               | DE | AT | CH | UK | US | Anmerkungen                                    |
| ---- | ----------------------------------- | --- | --- | --- | --- | --- | ---------------------------------------------- |
| 1996 | Nude & Rude: The Best of Iggy Pop   | — | — | — | UK99 Gold · (1 Wo.)UK | — | Erstveröffentlichung: 29. Oktober 1996         |
| 2005 | A Million in Prizes – The Anthology | — | — | CH51 (4 Wo.)CH | UK— SilberUK | — | Erstveröffentlichung: 19. Juli 2005            |
| 2020 | The Bowie Years                     | DE87 (1 Wo.)DE | — | — | — | — | Erstveröffentlichung: 29. Mai 2020 7-CD-Boxset |

Weitere Kompilationen
- 1992: The Story of Iggy Pop
- 1996: Best Of... Live
- 1999: Nuggets

### Livealben
| Jahr | Titel                       | Höchstplatzierung, Gesamtwochen, AuszeichnungChartplatzierungen (Jahr, Titel, Platzierungen, Wochen, Auszeichnungen, Anmerkungen) | Höchstplatzierung, Gesamtwochen, AuszeichnungChartplatzierungen (Jahr, Titel, Platzierungen, Wochen, Auszeichnungen, Anmerkungen) | Höchstplatzierung, Gesamtwochen, AuszeichnungChartplatzierungen (Jahr, Titel, Platzierungen, Wochen, Auszeichnungen, Anmerkungen) | Höchstplatzierung, Gesamtwochen, AuszeichnungChartplatzierungen (Jahr, Titel, Platzierungen, Wochen, Auszeichnungen, Anmerkungen) | Höchstplatzierung, Gesamtwochen, AuszeichnungChartplatzierungen (Jahr, Titel, Platzierungen, Wochen, Auszeichnungen, Anmerkungen) | Anmerkungen                           |
| Jahr | Titel                       | DE | AT | CH | UK | US | Anmerkungen                           |
| ---- | --------------------------- | --- | --- | --- | --- | --- | ------------------------------------- |
| 2025 | Montreux Jazz Festival 2023 | DE41 (1 Wo.)DE | AT53 (1 Wo.)AT | CH37 (1 Wo.)CH | — | — | Erstveröffentlichung: 24. Januar 2025 |

### EPs
| Jahr | Titel                  | Höchstplatzierung, Gesamtwochen, AuszeichnungChartplatzierungen (Jahr, Titel, Platzierungen, Wochen, Auszeichnungen, Anmerkungen) | Höchstplatzierung, Gesamtwochen, AuszeichnungChartplatzierungen (Jahr, Titel, Platzierungen, Wochen, Auszeichnungen, Anmerkungen) | Höchstplatzierung, Gesamtwochen, AuszeichnungChartplatzierungen (Jahr, Titel, Platzierungen, Wochen, Auszeichnungen, Anmerkungen) | Höchstplatzierung, Gesamtwochen, AuszeichnungChartplatzierungen (Jahr, Titel, Platzierungen, Wochen, Auszeichnungen, Anmerkungen) | Höchstplatzierung, Gesamtwochen, AuszeichnungChartplatzierungen (Jahr, Titel, Platzierungen, Wochen, Auszeichnungen, Anmerkungen) | Anmerkungen                                                          |
| Jahr | Titel                  | DE | AT | CH | UK | US | Anmerkungen                                                          |
| ---- | ---------------------- | --- | --- | --- | --- | --- | -------------------------------------------------------------------- |
| 1993 | The Wild America       | — | — | — | UK63* (1 Wo.)UK | — | *: Platzierung in den Singlecharts Erstveröffentlichung: August 1993 |
| 2018 | Teatime Dub Encounters | — | — | — | UK20 (1 Wo.)UK | — | mit Underworld Erstveröffentlichung: 27. Juli 2018                   |

### Singles
| Jahr | Titel Album                                    | Höchstplatzierung, Gesamtwochen, AuszeichnungChartplatzierungen (Jahr, Titel, Album, Platzierungen, Wochen, Auszeichnungen, Anmerkungen) | Höchstplatzierung, Gesamtwochen, AuszeichnungChartplatzierungen (Jahr, Titel, Album, Platzierungen, Wochen, Auszeichnungen, Anmerkungen) | Höchstplatzierung, Gesamtwochen, AuszeichnungChartplatzierungen (Jahr, Titel, Album, Platzierungen, Wochen, Auszeichnungen, Anmerkungen) | Höchstplatzierung, Gesamtwochen, AuszeichnungChartplatzierungen (Jahr, Titel, Album, Platzierungen, Wochen, Auszeichnungen, Anmerkungen) | Höchstplatzierung, Gesamtwochen, AuszeichnungChartplatzierungen (Jahr, Titel, Album, Platzierungen, Wochen, Auszeichnungen, Anmerkungen) | Höchstplatzierung, Gesamtwochen, AuszeichnungChartplatzierungen (Jahr, Titel, Album, Platzierungen, Wochen, Auszeichnungen, Anmerkungen) | Anmerkungen                                                                                            |
| Jahr | Titel Album                                    | DE | AT | CH | UK | US | Dance | Anmerkungen                                                                                            |
| ---- | ---------------------------------------------- | --- | --- | --- | --- | --- | --- | --- |
| 1977 | Lust for Life                                  | — | — | — | UK26 Gold · (2 Wo.)UK | — | — | Erstveröffentlichung: 9. September 1977 Platz 147 der Rolling-Stone-500 erreichte erst 1996 die Charts |
| 1981 | Bang Bang Party                                | — | — | — | — | — | Dance35 (7 Wo.)Dance | Erstveröffentlichung: Mai 1981                                                                         |
| 1986 | Cry for Love Blah Blah Blah                    | — | — | — | — | — | Dance19 (7 Wo.)Dance | Erstveröffentlichung: Oktober 1986                                                                     |
| 1986 | Real Wild Child (Wild One) Blah Blah Blah      | DE28 (9 Wo.)DE | — | — | UK10 (11 Wo.)UK | — | — | Erstveröffentlichung: November 1986                                                                    |
| 1987 | Shades Blah Blah Blah                          | — | — | — | UK87 (3 Wo.)UK | — | — | Erstveröffentlichung: Februar 1987                                                                     |
| 1990 | Livin’ on the Edge of the Night Brick by Brick | — | — | — | UK51 (4 Wo.)UK | — | — | Erstveröffentlichung: 1990                                                                             |
| 1990 | Home Brick by Brick                            | — | — | — | UK84 (3 Wo.)UK | — | — | Erstveröffentlichung: 1990                                                                             |
| 1990 | Candy Brick by Brick                           | — | — | — | UK67 (1 Wo.)UK | US28 (15 Wo.)US | — | Erstveröffentlichung: 19. September 1990 mit Kate Pierson                                              |
| 1990 | Well Did You Evah! Red Hot + Blue              | — | — | — | UK42 (4 Wo.)UK | — | — | Erstveröffentlichung: 24. Dezember 1990 mit Deborah Harry                                              |
| 1993 | Wild America American Caesar                   | — | — | — | UK63 (1 Wo.)UK | — | — | Erstveröffentlichung: 1993                                                                             |
| 1994 | Beside You American Caesar                     | — | — | — | UK47 (2 Wo.)UK | — | — | Erstveröffentlichung: 1994                                                                             |
| 1998 | The Passenger Lust for Life                    | DE— GoldDE | — | — | UK22 Platin · (3 Wo.)UK | — | — | Erstveröffentlichung: 23. Februar 1998 Wiederveröffentlichung als Werbelied für Toyota Avensis         |
| 1999 | Corruption Avenue B                            | — | — | — | UK100 (1 Wo.)UK | — | — | Erstveröffentlichung: 1999                                                                             |
| 2004 | Kick It Fatherfucker                           | — | — | — | UK39 (3 Wo.)UK | — | — | Erstveröffentlichung: 5. Januar 2004 Peaches feat. Iggy Pop                                            |
| 2006 | Punkrocker Soft Machine                        | — | — | — | UK55 (2 Wo.)UK | — | — | Erstveröffentlichung: 2006 Charteinstieg: 2025 Teddybears feat. Iggy Pop                               |

Weitere Singles
- 1977: Sister Midnight
- 1977: China Girl
- 1977: Success
- 1977: Lust for Life
- 1978: Some Weird Sin
- 1978: I Got a Right
- 1979: I’m Bored
- 1979: Five Foot One
- 1980: Loco Mosquito
- 1980: Knocking ’em Down (In the City)
- 1981: Pumpin’ for Jill
- 1982: Run Like a Villain
- 1987: Fire Girl
- 1987: Isolation
- 1988: Cold Metal
- 1988: High on You
- 1988: Easy Rider
- 1990: The Undefeated
- 1993: Louie Louie
- 1996: Heart is Saved
- 1997: Monster Men
- 2001: Mask
- 2004: Little Know it All (mit Sum 41)
- 2004: Motor Inn
- 2012: If I’m in Luck I Might Get Picked Up (mit Zig Zags)
- 2016: Gardenia
- 2022: Frenzy

Weitere Gastbeiträge
- 1987: In Risky von Ryūichi Sakamoto auf der gleichnamigen Single
- 1992: In Black Sunshine von White Zombie auf dem Album La Sexorcisto: Devil Music, Vol. 1
- 1993: In In the Deathcar, TV Screen, Get the Money und This Is a Film zusammen mit Goran Bregović auf dem Soundtrack zu Arizona Dream von Emir Kusturica, für den sie gemeinsam verantwortlich waren
- 1993: In Evil California zusammen mit Terry Adams auf dem Soundtrack zu dem Film Short Cuts von Robert Altman
- 1994: In Buckethead’s Toy Store und Post Office Buddy des Gitarristen Buckethead auf dem Album Giant Robot
- 1999: In Aisha der Band Death in Vegas auf dem Album The Contino Sessions
- 2000: In Enfilade und Rolodex Propaganda der Band At the Drive-In auf dem Album Relationship of Command
- 2002: In Fix It auf dem Album Rise Above – A Tribute to Black Flag
- 2003: In Rockicide der Band Millenia Nova auf dem Album Narcotic Wide Screen Vista
- 2003: In Kick It von Peaches auf dem Album Fatherfucker
- 2008: In Furies der Band Praxis auf dem Album Profanation (Preparation for a Coming Darkness)
- 2008: In Shot in the Head der Band Six Feet Under auf dem Album Death Rituals
- 2008: In He’s Frank der Band The Brighton Port Authority auf dem Album I Think We’re Gonna Need a Bigger Boat
- 2009: In Pain von DJ Danger Mouse auf dem Album Dark Night of the Soul
- 2010: In We’re All Gonna Die von Slash auf dem Album Slash
- 2012: In It Don’t Mean a Thing (If It Ain’t Got That Swing) von Joe Jackson auf dem Album The Duke
- 2012: In Dirty Love mit Kesha auf ihrem Album Warrior
- 2013: In Iron Music von WestBam auf dem Album Götterstrasse
- 2015: In Stray Dog von New Order auf dem Album Music Complete
- 2021: In I Wanna Be Your Slave von Måneskin (mit Iggy Pop)[15]

### Videoalben
| Jahr | Titel                                               | Höchstplatzierung, Gesamtwochen, AuszeichnungChartplatzierungen (Jahr, Titel, Platzierungen, Wochen, Auszeichnungen, Anmerkungen) | Höchstplatzierung, Gesamtwochen, AuszeichnungChartplatzierungen (Jahr, Titel, Platzierungen, Wochen, Auszeichnungen, Anmerkungen) | Höchstplatzierung, Gesamtwochen, AuszeichnungChartplatzierungen (Jahr, Titel, Platzierungen, Wochen, Auszeichnungen, Anmerkungen) | Höchstplatzierung, Gesamtwochen, AuszeichnungChartplatzierungen (Jahr, Titel, Platzierungen, Wochen, Auszeichnungen, Anmerkungen) | Höchstplatzierung, Gesamtwochen, AuszeichnungChartplatzierungen (Jahr, Titel, Platzierungen, Wochen, Auszeichnungen, Anmerkungen) | Anmerkungen                            |
| Jahr | Titel                                               | DE | AT | CH | UK | US | Anmerkungen                            |
| ---- | --------------------------------------------------- | --- | --- | --- | --- | --- | -------------------------------------- |
| 2016 | Post Pop Depression – Live at the Royal Albert Hall | — | — | — | UK3 (10 Wo.)UK | — | Erstveröffentlichung: 27. Oktober 2016 |

Weitere Videoalben
- 2004: Kiss My Blood: Live at the Olympia
- 2005: Live at the Avenue B
- 2007: Live in San Francisco

## Auszeichnungen für Musikverkäufe
| Platin-Schallplatte - Italien - 2018: für die Single The Passenger - Neuseeland - 2021: für die Single The Passenger - Spanien - 2024: für die Single The Passenger |

Anmerkung: Auszeichnungen in Ländern aus den Charttabellen bzw. Chartboxen sind in ebendiesen zu finden.
| Land/RegionAuszeichnungen für Musikverkäufe (Land/Region, Auszeichnungen, Verkäufe, Quellen) | Silber  | Gold     | Platin     | Verkäufe  | Quellen             |
| -------------------------------------------------------------------------------------------- | ------- | -------- | ---------- | --------- | ------------------- |
| Deutschland (BVMI)                                                                           | —       | Gold1    | —          | 250.000   | musikindustrie.de   |
| Italien (FIMI)                                                                               | —       | —        | Platin1    | 50.000    | fimi.it             |
| Neuseeland (RMNZ)                                                                            | —       | —        | Platin1    | 30.000    | radioscope.co.nz    |
| Spanien (Promusicae)                                                                         | —       | —        | Platin1    | 60.000    | elportaldemusica.es |
| Vereinigtes Königreich (BPI)                                                                 | Silber1 | 3× Gold3 | Platin1    | 1.260.000 | bpi.co.uk           |
| Insgesamt                                                                                    | Silber1 | 4× Gold4 | 4× Platin4 |           |                     |

## Filmografie
- 1969: Evening of Light (Kurzfilm)
- 1970: Midsummer Rock (Fernsehdokumentarfilm)
- 1982: Hold Tight! (Fernsehserie)
- 1983: Rock & Rule (Zeichentrickfilm), Stimme
- 1986: Sid und Nancy
- 1986: Die Farbe des Geldes (The Color of Money)
- 1990: Cry-Baby
- 1990: Geschichten aus der Gruft (2. Staffel, Episode 8), Gastauftritt als er selbst
- 1990: M.A.R.K. 13 – Hardware (Hardware), Stimme
- 1993: Coffee and Cigarettes III (Kurzfilm)
- 1994–96: Pete & Pete (The Adventures of Pete & Pete), Fernsehserie
- 1995: Atolladero
- 1995: Tank Girl
- 1995: Dead Man
- 1996: The Crow – Die Rache der Krähe (The Crow: City of Angels)
- 1997: The Brave
- 1998: Star Trek: Deep Space Nine (Fernsehserie) – Episode: Der glorreiche Ferengi als „Yelgrun“, ein Vorta
- 1998: Rugrats – Der Film (The Rugrats Movie), Stimme
- 2000: Schneefrei (Snow Day)
- 2002: Fastlane (Fernsehserie)
- 2003: Coffee and Cigarettes
- 2004: Driv3r (Computerspiel), Stimme
- 2006: Wayne County Ramblin’
- 2007: American Dad (Zeichentrickserie), Stimme
- 2007: Persepolis (Zeichentrickfilm), Stimme
- 2007: Lil’ Bush: Resident of the United States (Zeichentrickserie), Stimme
- 2009: Suck – Bis(s) zum Erfolg
- 2012: Call Me Iggy – Der verdammt lange Weg des Iggy Pop (Dokumentation)
- 2012: L’Étoile du jour
- 2013: Große Jungs – Forever Young (Les gamins)
- 2013: Once Upon a Time in Wonderland (Fernsehserie), Stimme
- 2015: Gutterdämmerung
- 2016: Blood Orange
- 2017: Song to Song
- 2019: The Dead Don’t Die
- 2021: Dem Tinseltown Homiez, the Hollywood Guys (Fernsehserie)
- 2022: Daniel’s Gotta Die

## Sonstiges
- In dem Titellied ihres 1977 erschienenen Albums Trans Europa Express singt die Band Kraftwerk: Wir laufen ein – in Düsseldorf City – und treffen Iggy Pop und David Bowie. Beide sind im zugehörigen Musikvideo mit Kraftwerk zu sehen.
- Iggy Pop moderiert sonntagnachmittags bei dem britischen Radiosender BBC Radio 6 Music die Sendung Iggy Confidential.
- In dem Musikvideo des Songs In Cold Blood der britischen Band Alt-J sprach Iggy Pop das Voice-over ein.
- 1984: musikalische Mitwirkung beim Film Repo Man
- 2014: Walt Whitman: Children of Adam – Übersetzung und Regie: Kai Grehn (Klangkunst – RB/DKultur/SWR)
- 2018: In einem Werbefilm der Deutschen Bahn, der musikalisch unterlegt ist mit Iggy Pops bekanntem Lied The Passenger, hat der Musiker am Ende einen Kurzauftritt, an der Seite von Formel-Eins-Star Nico Rosberg.[16]

## Dokumentarfilme
- Call Me Iggy – Der verdammt lange Weg des Iggy Pop. (OT: Call me Iggy: une légende nommée Iggy Pop.) Dokumentarfilm, Frankreich, 2012, 43 Min., Buch und Regie: Jean Boué, Produktion: JAB film, ZDF, arte, Reihe: Summer of Rebels – The Wild Ones, Erstsendung: 29. Juli 2012 bei arte, Inhaltsangabe von ARD.
- Gimme Danger, 2016, Regie: Jim Jarmusch.
- To Stay Alive. A Method, 2016, Regie: Erik Lieshout
- The True Story of Punk (OT: Punk). Regie: Jesse James Miller, Dokumentarserie, von Iggy Pop produziert.

## Auszeichnungen
- 2003: Officier de l’Ordre des Arts et des Lettres[17]
- 2016: Nominierung des Albums Post Pop Depression für den Grammy als Best Alternative Music Album[18]
- 2017: Nominierung für den Golden Globe Award als Bester Filmsong (Gold für den Film Gold – gemeinsam mit Brian Burton und Daniel Pemberton)[19]
- 2017: Commandeur de l’Ordre des Arts et des Lettres[20]
- 2018: Verleihung des Q Award 2018 für den besten Song des Jahres an Underworld und Iggy Pop für „Bells & Circles“, der auf der EP Teatime Dub Encounters erschien[21]
- 2020: Verleihung eines Grammy an Iggy Pop für sein Lebenswerk[22]
- 2022: Polar Music Prize